# Lito Lapid

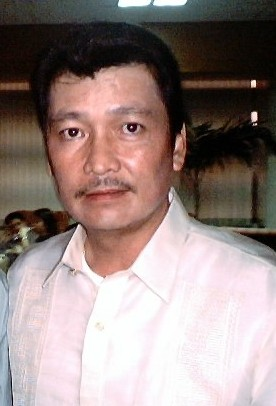
Lito Lapid

Manuel Mercado Lapid, beter bekend als Lito Lapid, (Porac, 25 oktober 1955) is een Filipijns acteur en politicus. Lapid begon zijn loopbaan als acteur als stuntman en groeide nadien uit tot een bekende Filipijnse acteur met een lange lijst films op zijn naam. In 1992 werd hij vlak na de uitbarsting van de Pinatubo gekozen tot vice-gouverneur van de provincie Pampanga. Van 1995 tot 2004 was hij gouverneur van diezelfde provincie. In de verkiezingen van 2004 werd hij gekozen als lid van de Filipijnse Senaat. 
Lapid is sinds 1998 lid van LAKAS-CMD.
Hij is getrouwd met Marissa Tadeo. Samen hebben ze vier kinderen. Ook zijn zonen Maynard en Mark zijn acteurs. Mark was bovendien van 2001 tot 2007 gouverneur van Pampanga. Lapid heeft ook nog een zoon samen met Melanie Marquez, een voormalig Miss International.
Termijn 2001 - 2007: Angara · Arroyo · Drilon · L. Estrada · Flavier · Lacson · Magsaysay · Osmeña III · Pangilinan · Recto · Villar

Termijn 2004 - 2010: Biazon · Lapid · J. Estrada · Enrile · P. Cayetano · Santiago · Gordon · Lim · Madrigal · Pimentel · Revilla · Roxas
Termijn 2004 - 2010: Biazon · Lapid · Estrada · Enrile · P. Cayetano · Santiago · Gordon · Madrigal · Pimentel · Revilla · Roxas

Termijn 2007 - 2013: Angara · Aquino · Arroyo · A. P. Cayetano · Escudero · Honasan · Lacson · Legarda · Pangilinan · Trillanes · Villar · Zubiri